# Timó de Fliunt
Timó (grec antic: Τίμων Tímōn; Fliünt (Argòlida), ca 320 aC - ca 235 aC), fill de Timarc, fou un filòsof escèptic grec i poeta satíric que escrivia en un sistema anomenat silloi (σίλλοι), referit a una sàtira o paròdia filosòfica a l'antiga Grècia. Va florir en el regnat de Ptolemeu II Filadelf vers el 279 aC i en endavant.
La seva vida és comentada per Diògenes Laerci tenint com a referència Apol·lònides de Nicea, Antígon de Carist i Sotió. Va quedar orfe encara jove i fou coreuta (membre del cor) al teatre, professió que va abandonar per estudiar filosofia. Va anar a viure a Mègara (vers 300 aC), on va coincidir amb Estilpó, i després va tornar a Fliünt i es va casar; seguidament, en companyia de la seva dona, va anar a Elis i es va fer seguidor de Pirró. A Elis, va tenir un fill de nom Xanthus que fou metge i filòsof; expulsat d'Elis en circumstàncies no conegudes va viure a l'Hel·lespont i a la Propòntida i va ensenyar a Calcedònia com a sofista amb tant d'èxit que va fer fortuna. Llavors, va anar a Atenes, on va viure fins a la seva mort, excepte una curta estada a Tebes.

## Biografia
Li faltava un ull i era aficionat al vi. Conegué per casualitat Pirró quan els dos anaven a l'estadi a assistir a una competició, i immediatament es decidí a seguir la seva filosofia.
Com que Pirró no deixà cap escrit de la seva escola escèptica, fou Timó, principalment, qui deixà per escrit en els seus poemes (conservats fragmentàriament) les seves teories. En els seus escrits, Timó criticava sarcàsticament tots els filòsofs contemporanis i antics a ell mateix, amb la sola excepció dels filòsofs de l'escola d'Elea.
Establert a Atenes hi feu deixebles. No obstant això, l'escepticisme continuaria, no en mans dels seus deixebles, sinó amb els nous membres de l'acadèmia platònica (especialment Arcelisau i Carnèades). Un dels "blancs preferits" de Timó és l'estoïcisme i els seus criteris dogmàtics.
Timó no és, pel que se sap, un pensador original, sinó al contrari, reflecteix molt fidelment el pensament del seu mestre.
Una frase de Timó és: "No puc afirmar que la mel sigui dolça, però puc afirmar que em sembla dolça". Per tant, l'escèptic i el pirrònic no neguen la realitat (presentada mitjançant aparences probables), sinó que neguen el dogmatisme. No és que un escèptic no pugui "afirmar que la mel li sembli dolça", ni tampoc negar-se a seguir un moviment o forma de pensament, però no pot interpretar-los dogmàticament com a indiscutibles.

## Obres
Va deixar nombrosos escrits. Diògenes Laerci esmenta:
- ἔπη
- καὶ τραγῳδίας
- καὶ σατύρους
- καὶ δράματα κωμικὰ τριάκοντα
- τραγικὰ δὲ ἑξήκοντα
- σίλλους τε καὶ κιναίδους

Els més cèlebres dels seus poemes foren les composicions anomenades Silloi (σίλλοι) en tres llibres. Va morir amb quasi noranta anys.